# Шамандура
Шамандурата е вид сигнално съоръжение използвано във водните пространства. Представлява куха пластмасова или метална сфера затворена херметично за да плава над водата с приспособления за закрепване на въже. Често се използва при риболов с мрежи и кошове, или за обозначаване на определено място в открити води. Съществуват и специализирани шамандури подпомагащи навигацията на плавателните съдове чрез светлинен или радиосигнал.
Понякога могат да бъдат използвани и като спасително средство при инциденти във водата.